# Campodorus vestergreni
Campodorus vestergreni là một loài tò vò trong họ Ichneumonidae.